# Airmyn
Airmyn – wieś w Anglii, w hrabstwie East Riding of Yorkshire. Leży 38 km na zachód od miasta Hull i 251 km na północ od Londynu. W 2001 miejscowość liczyła 795 mieszkańców.